# Emily Shearman
Emily Shearman (Palmerston North, 23 februari 1999) is een Nieuw-Zeelandse baan- en wegwielrenster.

## Carrière
Ze won in 2019 de ploegenachtervolging tijdens de Oceanische kampioenschappen baanwielrennen. Op de Olympische Zomerspelen van 2024 die plaatsvonden in Parijs won ze zilver op het onderdeel ploegenachtervolging.

## Belangrijkste Resultaten

### Wegwielrennen
2017
 Nieuw-Zeelands kampioenschap tijdrijden, junioren

### Baanwielrennen
| Jaar     | NK                                                                                  | OK                                                                                     | WK                   | Overig                                                  |
| Junioren | Junioren                                                                            | Junioren                                                                               | Junioren             | Junioren                                                |
| -------- | ----------------------------------------------------------------------------------- | -------------------------------------------------------------------------------------- | -------------------- | ------------------------------------------------------- |
| 2016     |                                                                                     | achtervolging ·                                                                        | ploegenachtervolging |                                                         |
| 2017     | achtervolging · scratch · 500m tijdrit                                              |                                                                                        | ploegenachtervolging |                                                         |
| Elite    |                                                                                     |                                                                                        |                      |                                                         |
| 2015     |                                                                                     | ploegenachtervolging                                                                   |                      |                                                         |
| 2017     | ploegenachtervolging · 5e koppelkoers                                               | 4e koppelkoers 4e ploegenachtervolging                                                 |                      |                                                         |
| 2018     | koppelkoers · ploegenachtervolging · 5e achtervolging · 6e scratch · 8e puntenkoers | ploegenachtervolging · 6e koppelkoers · 10e puntenkoers                                |                      |                                                         |
| 2019     | 5e scratch 6e achtervolging 6e omnium                                               | ploegenachtervolging · 4e achtervolging                                                |                      | WB Hongkong: · ploegenachtervolging                     |
| 2020     | geen deelnames                                                                      | geen deelnames                                                                         | geen deelnames       | geen deelnames                                          |
| 2021     | geen deelnames                                                                      | geen deelnames                                                                         | geen deelnames       | geen deelnames                                          |
| 2022     | 4e 500m tijdrit 5e afvalkoers 5e puntenkoers 5e scratch                             |                                                                                        |                      | Gemebestspelen: · ploegenachtervolging · 9e puntenkoers |
| 2023     |                                                                                     | achtervolging · omnium · 4e afvalkoers · 4e puntenkoers · 4e scratch · 5e koppelkoers  | ploegenachtervolging |                                                         |
| 2024     | koppelkoers · omnium                                                                | ploegenachtervolging · achtervolging · scratch · omnium · puntenkoers · 4e koppelkoers |                      | ploegenachtervolging · 8e koppelkoers                   |